# 圣盖博山
圣盖博山（英語：San Gabriel Mountains）是美国加州的一个山脉，位于洛杉矶县北部和圣贝纳迪诺县西部，介于洛杉矶盆地和Mojave Desert之间。山脉的最高峰是圣安东尼奥山。威尔逊山是另一个著名的山峰，以威尔逊山天文台著称。